# 狭果师古草
狭果师古草（学名：Trichosanthes cucumeroides var. stenocarpa）为葫芦科栝楼属下的一个变种。